# Muricea waltonsmithi
Muricea waltonsmithi är en korallart som beskrevs av Bayer 1994. Muricea waltonsmithi ingår i släktet Muricea och familjen Plexauridae. Inga underarter finns listade i Catalogue of Life.